# CMC (ТВ канал)
CMC (пуно име Хрватски глазбени канал, оригинално Croatian Music Channel; колоквијални Си-Ем-Си) је хрватски национални музички телевизијски канал.

## О-у
је са приказивањем програма 1. јун 2005., који обухвата све музичке стилове, са нагласком на музику хрватског поднебља.
Сврха програма је побудити интерес публике за хрватску музику, као и за различите стилове музике, од класичне музике, рока, попа, шлагера, дечје, фолклорне, клапске, тамбурашке групе и оркестра, до савременог техна и музику као што је денс, хаус и алтернативна музика. Циљ канала није само промицање хрватске музичке културе и информисање о дешавањима на хрватској музичкој сцени, већ и допринос њеној афирмацији и стварању подстицајног окружења за даље стваралаштво.

## Оснивачи
је основала и покренула компанија Аутор доо, уједно и већински власник водеће хрватске дискографске куће Croatia Records. Осим што је дискографска кућа са најдужом традицијом у Хрватској, Кроација рекордс има и најбогатији фонд од све хрватске музике у својој фоно и видеотеци.

## Приказивање
програм приказује на националном нивоу у земаљској мрежи, а присутан је и на скоро свим кабловским и ИПТВ мрежама у Хрватској, Македонији, БиХ и Словенији. CMC је већ у првој години емитовања освојио награду сателитског провајдера Hotbird, за најбољи канал у конкуренцији нових музичких канала, а 2006. је освојио друго место у категорији музичке телевизије, као и награду за посебан допринос промоцији хрватске музике у свету.
 телевизија је 16. децембар 2010. добила концесију од Савета за електронске медије за емитовање земаљске телевизије на националном нивоу.

## Покривеност сигналом
У мултиплексу Д ОиВ-а, CMC се може гледати у целој Хрватској јер има концесију на државном нивоу. Покривеност мултиплекса Д је 90% територије Републике Хрватске.

## Емисије
- вести - Приказује се радним данима у 19:00 и приказује музичке вести. У року од петнаест минута емисије приказују се прилози о новим албумима, најављеним и одржаним концертима, као и промоцији певача и нових спотова.
- - Музичка емисија која се приказује суботом у 21 час. Доноси све савремене музичке догађаје и недељне најаве, интервјуе, тематске прилоге, извештаје са концерата, рецензије албума, рецензије и све оно што може да интересује гледаоце који желе да прате музичку сцену.
- Топ 30 - Национална музичка листа која се представља једном недељно. Сваке недеље више од четрдесет радио станица у Хрватској шаље своје ранг-листе најбољих песама на основу гласова слушалаца. Овим гласовима се додају гласови CMC гледалаца и добија се коначан редослед рангирања. Сваке недеље, уз Топ 30, додају се три нова предлога.
- Портрет - Приказује се недељом у 20 часова. Реч је о отвореном и опширном разговору са музичарем, својеврсној анализи његове каријере, али и важних догађаја из приватног живота који су утицали на ту каријеру. Питања се крећу од успомена из детињства, размишљања о улози родитеља, првих музичких изазова, првих албума и концерата, па све до размишљања о музици коју оставља овом свету.
- Топ 40 домаћих - Музичка емисија која приказује званичну листу продаје албума домаћих музичара.
- Топ 40 страних - Музичка емисија која приказује званичну листу продатих албума страних музичара.
- Концерт недеље – Сваке недеље у 21 час приказује се снимак концерта из архиве програма.
- Моја пјесма - Емисија креирана са партнером ХДС Зампо, приказује како је настала свака песма и приказује говоре самих аутора и извођача. Приказује се сваког дана у 12 часова.
- Кафе - Емисија која се приказује из загребачког кафића Нова Плоча у Боговићевој улици број 5. Водитељ сваке седмице својим атрактивним акустичним наступима пред случајним пролазницима у Загребу угости најпознатија имена домаћег попа, рока, забавне или традиционалне музике.
- Звезда викенда - Емисија која се током викенда приказује више пута и у кратким сегментима приказује више о аутору и представља хрватске музичаре уз пратећи видео.[1]
- Топ 39 Хеј Даги Вип - Национална музичка листа која се приказује једном недељно. Сваке недеље више од 39 радио станица у Хрватској шаље своје ранг-листе најбољих Вип песама на основу гласова слушалаца. Овим гласовима се додају гласови ЦМЦ гледалаца и добија се коначан редослед рангирања. Сваке недеље, поред Топ 39, додаје се 39 нових предлога. Хеј Даги Вип песме Випов рођендан, Добродошли у свет Хеј Даги! и Велика журка! улазе у 12 сати.
- Далибор Петко шоу - Водитељ емисије у којој угошћује познате хрватске музичке звезде, а емитује се недељом у 15 часова.[2]

## Остали пројекти
телевизија је оснивач Југотон ТВ, музичког канала који приказује највеће ретро хитовe из земаља СФРЈ. Поред старијих хитова, приказује и новије рок и поп песме.
 телевизија је и покретач ревијалног фестивала хрватске музике, CMC фестивала, који више од седам година ужива статус једног од најважнијих музичких догађаја године. Уживо се приказује на програму CMC телевизије током јуна сваке године.